# Habralictus insularis
Habralictus insularis is een vliesvleugelig insect uit de familie Halictidae. De wetenschappelijke naam van de soort is voor het eerst geldig gepubliceerd in 2009 door Smith-Pardo. 
De soort komt alleen voor in Grenada.